# World League di pallavolo 2007
La XVIII World League di pallavolo si svolse dal 25 maggio al 15 luglio 2007. Dopo la fase a gironi, la fase finale, a cui si qualificarono le prime squadre classificate nei quattro gironi di qualificazione, più la Polonia, paese ospitante, e una wild card assegnata dalla FIVB, si disputò dall'11 al 15 luglio a Katowice, in Polonia. La vittoria finale andò per la settima volta al Brasile.

## Squadre partecipanti
| - Bulgaria - Finlandia - Francia - Italia - Polonia - Russia - Serbia | - Argentina - Brasile - Canada - Cuba - Stati Uniti | - Cina - Corea del Sud - Giappone | - Egitto |

## Gironi
| Gruppo A                               | Gruppo B                            | Gruppo C                  | Gruppo D                        |
| -------------------------------------- | ----------------------------------- | ------------------------- | ------------------------------- |
| Brasile Canada Corea del Sud Finlandia | Francia Giappone Italia Stati Uniti | Cuba Egitto Russia Serbia | Argentina Bulgaria Cina Polonia |

## Fase finale

### Finali 1º e 3º posto
|  | Semifinali  | Semifinali  | Semifinali |         |        | Finale          | Finale          | Finale          |  |
|  |             |             |            |         |        |                 |                 |                 |  |
|  | Russia      | Russia      | 3          |         |        |                 |                 |                 |  |
|  | Russia      | Russia      | 3          |         |        |                 |                 |                 |  |
|  | Stati Uniti | Stati Uniti | 1          |         |        |                 |                 |                 |  |
|  | Stati Uniti | Stati Uniti | 1          |         | Russia | Russia          | 1               |                 |  |
|  |             |             |            |         | Russia | Russia          | 1               |                 |  |
|  |             |             | Brasile    | Brasile | 3      |                 |                 |                 |  |
|  | Polonia     | Polonia     | Brasile    | Brasile | 3      | 1               |                 |                 |  |
|  | Polonia     | Polonia     |            |         |        | 1               |                 |                 |  |
|  | Brasile     | Brasile     | 3          |         |        | Finale 3º posto | Finale 3º posto | Finale 3º posto |  |
|  | Brasile     | Brasile     | 3          |         |        |                 |                 |                 |  |
|  |             |             |            |         |        |                 |                 |                 |  |
|  |             |             |            |         |        | Polonia         | Polonia         | 1               |  |
|  |             |             |            |         |        | Polonia         | Polonia         | 1               |  |
|  |             |             |            |         |        | Stati Uniti     | Stati Uniti     | 3               |  |

## Podio

### Campione
Template:Nazionale maschile pallavolo World League 2007

### Secondo posto
Formazione: 1 Aleksandr Korneev, 2 Semën Poltavskij, 3 Aleksandr Volkov, 5 Pavel Abramov, 6 Sergej Grankin, 7 Aleksej Kazakov, 8 Jurij Berežko, 9 Vadim Chamutckich , 13 Aleksej Ostapenko, 16 Aleksej Verbov, 17 Evgeni Matkovski, 18 Aleksej Kulešov, CT: Vladimir Alekno

### Terzo posto
Formazione: 2 Sean Rooney, 3 James Polster, 4 Brandon Taliaferro, 5 Richard Lambourne, 7 David Lee, 8 William Priddy, 9 Ryan Millar, 10 Riley Salmon, 12 Thomas Hoff , 13 Clayton Stanley, 14 Kevin Hansen, 15 Gabriel Gardner, CT: Hugh McCutcheon

## Classifica finale
| Classifica | Squadre       |
| ---------- | ------------- |
|            | Brasile       |
|            | Russia        |
|            | Stati Uniti   |
| 4          | Polonia       |
| 5          | Bulgaria      |
| 6          | Francia       |
| 7          | Cuba          |
| 7          | Finlandia     |
| 9          | Cina          |
| 9          | Corea del Sud |
| 9          | Italia        |
| 9          | Serbia        |
| 13         | Argentina     |
| 13         | Canada        |
| 13         | Egitto        |
| 13         | Giappone      |

## Premi individuali
- MVP: Ricardo Garcia
- Miglior realizzatore: Semen Poltavskiy
- Miglior schiacciatore: Yury Berezhko
- Miglior muro: Gustavo Endres
- Miglior servizio: Semen Poltavskiy
- Miglior palleggiatore: Paweł Zagumny
- Miglior libero: Richard Lambourne